# جيمس بيوركن
جيمس بيوركن (بالإنجليزية: James Bjorken) (و. 1934 – م) هو فيزيائي من الولايات المتحدة الأمريكية . ولد في شيكاغو.
وهو عضو في الأكاديمية الوطنية للعلوم، والأكاديمية الأمريكية للفنون والعلوم، والأكاديمية الروسية للعلوم .

## التعليم
تعلم في جامعة ستانفورد، ومعهد ماساتشوست للتكنولوجيا

## جوائز
حصل على جوائز منها:
- جائزة وولف في الفيزياء (2015).[13]
- جائزة داني هينمان للفيزياء الرياضية (1972).[14]